# 도랑

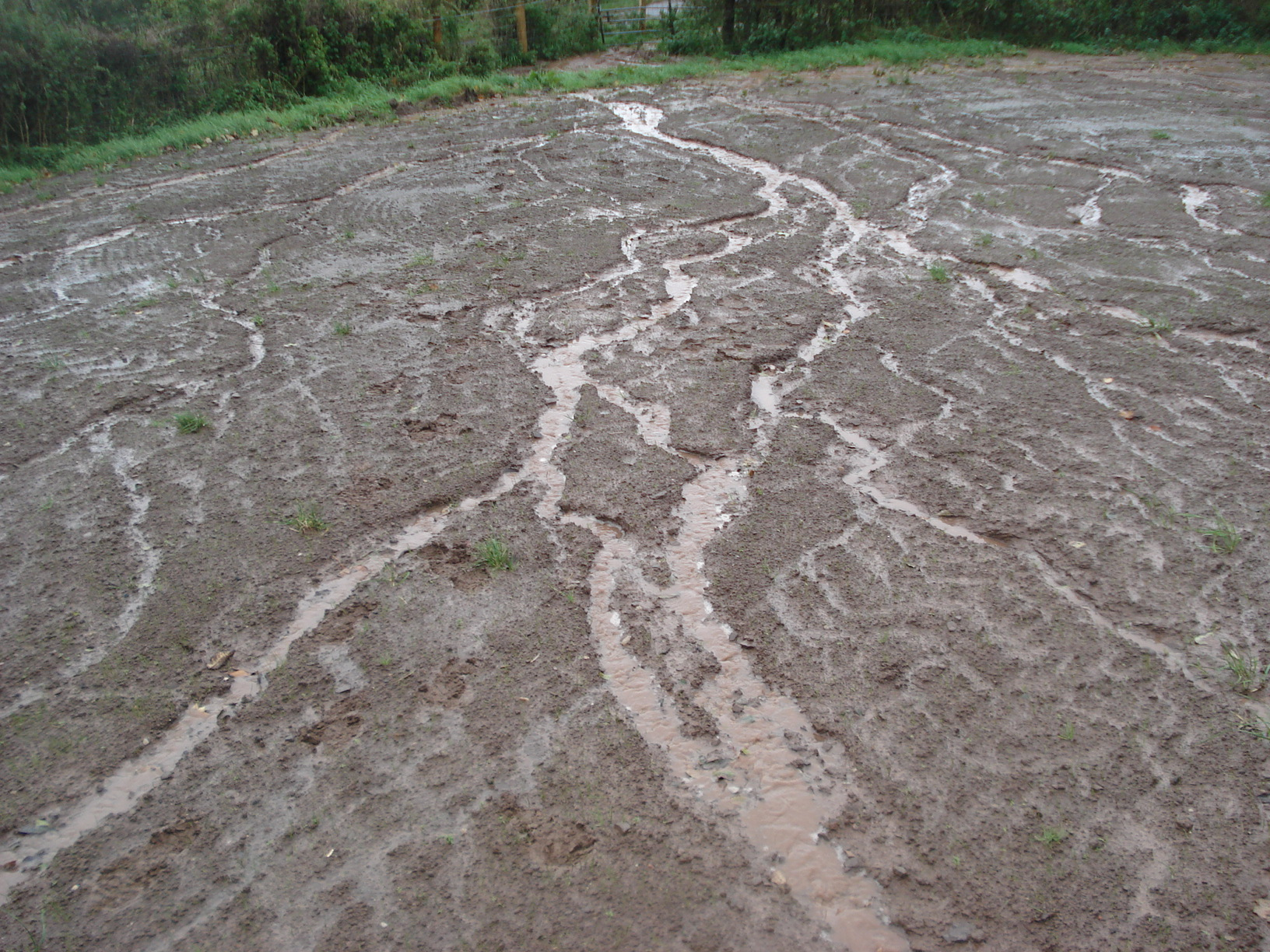
티론주북아일랜드의 침식되고 있는 도랑 네트워크의 일부를 내리막에서 본 모습. 도랑 하나를 자세히 보려면 아래 참조

산비탈 지형학에서 도랑은 지표면 유출로 흐르는 지표수의 침식 작용으로 흙에 파여진 (수 인치/센티미터 이하의 깊이의) 얕은 수로를 말한다. 비슷하지만 더 작은 침식된 수로를 미소 도랑(microrills)이라 하고, 더 큰 침식된 수로는 걸리라고 한다.
인공 도랑은 먼 상수도에서 상수도를 운반하기 위해 건설된 수로이다. 조경이나 정원 설계에서 인공 도랑은 워터 피처로 미학적이다.

## 침식으로 만들어진 도랑

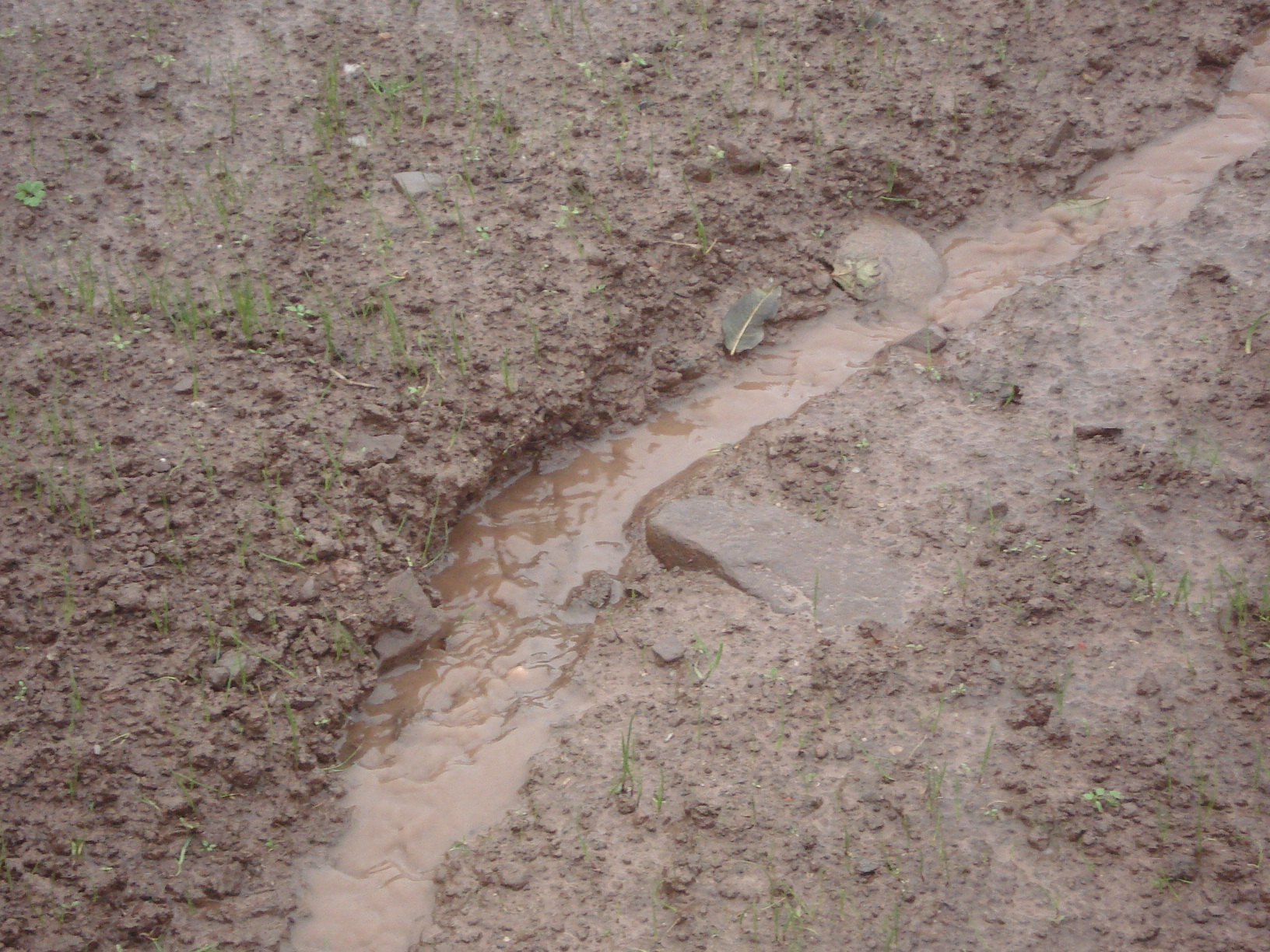
북아일랜드티론주의 벌거벗은 농지에서 활발하게 침식되고 있는 도랑으로 물이 흐르고 있는 모습

도랑은 산비탈 지표면 유출에 의해 보호되지 않는 흙으로 침식되어 들어간 좁고 얕은 수로이다. 농업 활동 중에 흙이 정기적으로 맨땅으로 남겨지기 때문에, 이러한 취약한 기간 동안 농지에 도랑이 형성될 수 있다. 도랑은 탈산림화 후에 맨흙이 노출되거나 건설 활동 중에도 형성될 수 있다.
도랑은 처음 침식될 때 비교적 쉽게 보이기 때문에, 종종 현재 진행 중인 침식 문제의 첫 징후가 된다. 토양보전 조치가 취해지지 않는 한, 정기적으로 침식되는 지역의 도랑은 결국 걸리와 같은 더 큰 침식 지형으로 발전하거나 심지어 (반건조 지역에서는) 악지로 발전할 수도 있다.

### 도랑 형성
도랑은 산비탈의 겉흙을 화재가 침식시키고 계절별 기상 패턴에 크게 영향을 받는다. 도랑은 비가 많이 오는 달에 더 자주 나타나는 경향이 있다. 도랑은 지표면 유출수가 흙 입자를 분리시키는 지표면 유출 층밀림 변형력이 흙의 층밀림 강도, 즉 흙 표면에 평행하게 작용하는 힘에 저항하는 흙의 능력을 초과할 때 형성되기 시작한다. 이것은 물이 흙 입자를 부수고 경사면 아래로 운반하면서 침식 과정을 시작한다. 이러한 힘은 왜 모래, 양토가 도랑 형성에 특히 취약한 반면, 밀도가 높은 점토는 도랑 형성에 저항하는 경향이 있는지 설명한다.

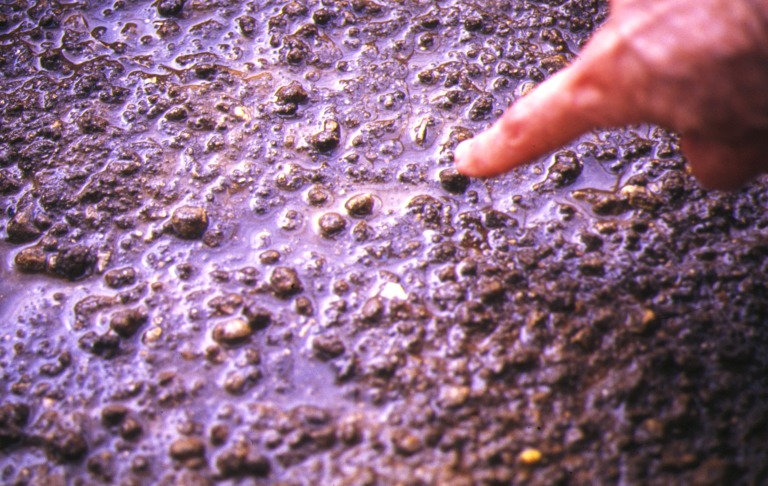
도랑 형성: 손가락은 지표면 유출에 의해 방금 침식된 헤드컷을 가리키고 있다. 유출수는 오른쪽에서 왼쪽으로 흐르고 있다

도랑은 모든 표면에 형성될 수 없으며 그 형성은 산비탈 경사의 가파르기와 본질적으로 연결되어 있다. 중력은 물의 힘을 결정하며, 이는 도랑을 만드는 데 필요한 침식 환경을 시작하는 데 필요한 힘을 제공한다. 따라서 도랑의 형성은 주로 산비탈의 경사에 의해 제어된다. 경사는 도랑의 깊이를 제어하는 반면, 경사의 길이와 흙의 투수성은 한 지역의 침식 수에 영향을 미친다. 각 유형의 흙은 임계값을 가지며, 이는 경사 각도 아래에서는 물의 속도가 도랑이 형성될 만큼 충분한 흙 입자를 분리시킬 충분한 힘을 생성할 수 없는 값이다. 예를 들어, 많은 비점착성 경사면에서 이 임계값은 3~3.5 cm/s의 층밀림 속도로 2도 각도 주위를 맴돈다.
도랑이 형성되기 시작하면 다양한 다른 침식력에 노출되어 크기와 유출량이 증가할 수 있다. 도랑이 있는 지역에서 침식의 최대 37%는 도랑 측벽의 질량 이동 또는 붕괴에서 파생될 수 있다. 물이 도랑을 통해 흐르면서 벽을 침식하여 붕괴를 유발할 것이다. 또한, 물이 벽의 흙으로 스며들면서 벽이 약화되어 벽 붕괴 가능성이 증폭된다. 이러한 힘에 의해 생성된 침식은 도랑의 크기를 증가시키는 동시에 유출량도 늘린다.
덜 흔하게, 약간 산성비 및 지표면 유출에 의한 석회암 및 기타 가용성 암석의 용해 또한 암석 표면에 도랑과 같은 지형을 형성한다.

### 도랑 침식의 중요성

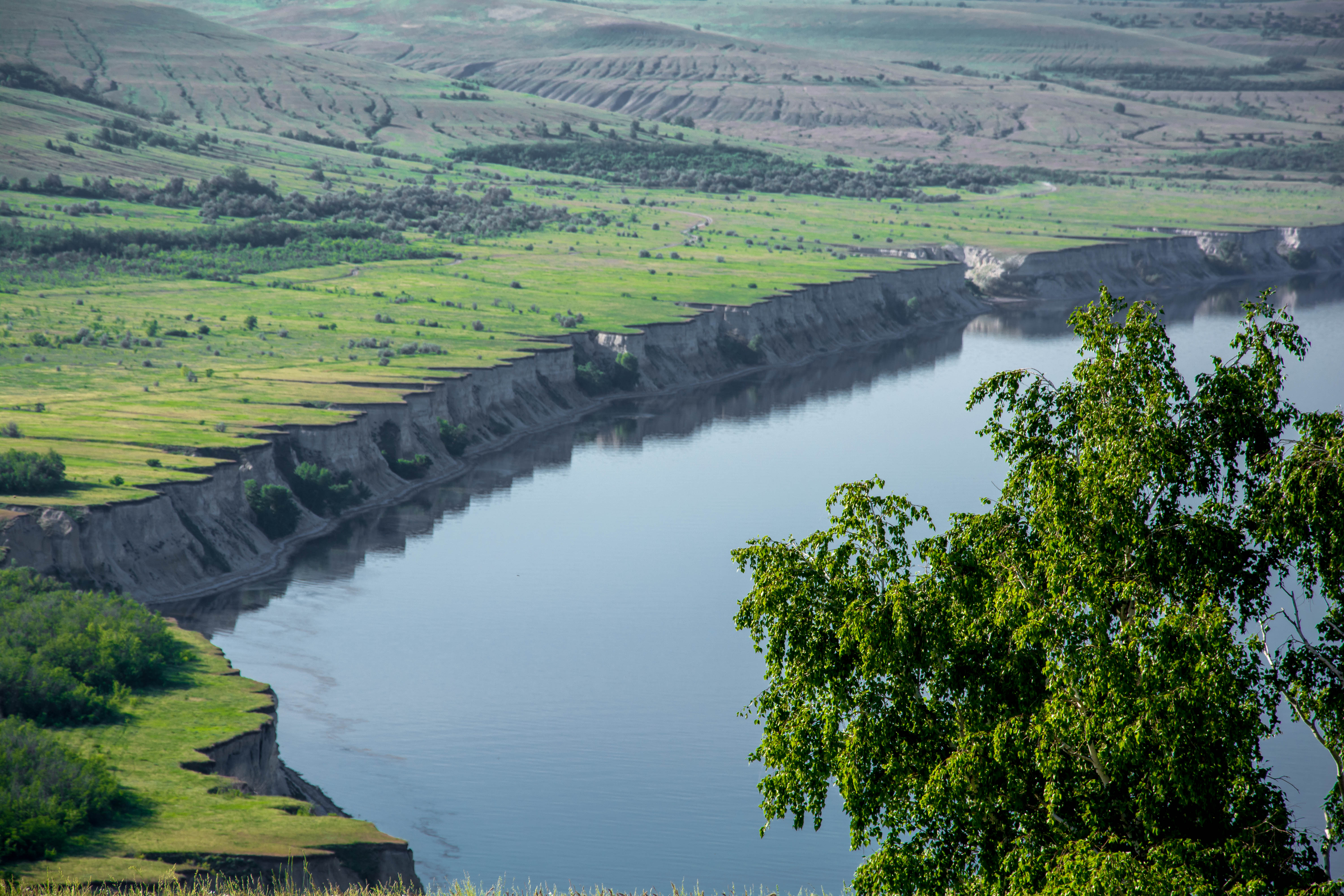
도랑 침식으로 형성된 풍경. 볼고그라드주, 러시아.

도랑은 작지만 매년 상당한 양의 흙을 운반한다. 일부 추정치에 따르면 도랑 흐름은 비도랑 또는 도랑 사이 지역보다 거의 10배의 운반 능력을 가진다고 한다. 적당한 강우량에서 도랑 흐름은 최대 9cm 직경의 암석 조각을 내리막으로 운반할 수 있다. 1987년, 과학자 J. Poesen은 벨기에 휠덴베르크 현장에서 실험을 실시하여 적당한 강우량 동안 도랑 침식이 최대 200kg(수중 무게)의 암석을 제거했다는 것을 밝혔다.
불행히도 도랑이 풍경에 미치는 상당한 영향은 종종 인간 활동에 부정적인 영향을 미친다. 도랑은 고고학 유적지를 휩쓸어가는 것으로 관찰되었다. 또한 도랑은 지속적인 농업이 흙에서 많은 유기물 함량을 고갈시켜 흙의 침식성을 증가시키기 때문에 농업 지역에서 매우 흔하다. 트랙터와 같은 농업 기계는 물이 흙으로 스며드는 대신 표면 위로 흐를 정도로 흙을 압축시킨다. 트랙터 바퀴 자국은 종종 물을 수로화하여 도랑을 생성하는 데 완벽한 환경을 제공한다. 이러한 도랑은 방치하면 상당한 양의 농지를 침식할 수 있다.
적절한 밭 관리 하에서 도랑은 작고 등고선재배 방식으로 흙을 갈아주는 것으로 쉽게 복구할 수 있다. 이것은 적어도 한동안 도랑이 커지고 시간이 지남에 따라 풍경을 더 빠르게 침식하는 것을 방지할 것이다.

## 같이 보기
- 용수로
- 플룸
- 걸리
- 골짜기
- 골짜기
- 토양권